# Karl Steinbrenner
Karl Steinbrenner (* 28. Januar 1927 in Alt-Grunde; † 8. Juli 1992 in Müncheberg) war ein deutscher Acker- und Pflanzenbauwissenschaftler.

## Leben
Karl Steinbrenner, Sohn eines Landwirts, studierte seit 1948 an der Universität Halle (Saale). 1952 bestand er die Prüfung zum Diplomlandwirt. Seitdem arbeitete er am Institut für Acker- und Pflanzenbau bzw. am Forschungszentrum für Bodenfruchtbarkeit der Akademie der Landwirtschaftswissenschaften der DDR in Müncheberg. 1957 wurde er an der Humboldt-Universität zu Berlin mit der Dissertation „Einfluß einer Kleegras- und Futterrübenvorfrucht auf eine Reihe meßbarer Bodeneigenschaften und den Ertrag von Sommergerste“ promoviert.
Von 1958 bis Anfang des Jahres 1992 war Steinbrenner als Abteilungsleiter in Müncheberg tätig. 1967 habilitierte er sich an der Humboldt-Universität zu Berlin mit der Schrift „Über die Wirkung ackerbaulicher Maßnahmen auf das Bodenleben“. 1968 wurde er zum Professor ernannt. Seine Forschungsschwerpunkte in Müncheberg lagen weiterhin auf den Gebieten der Bodenmikrobiologie und der Fruchtfolgeforschung. Seine Publikationsliste umfasst 70 wissenschaftliche und eine Vielzahl von praxisorientierten Arbeiten. Mehrere Beiträge über Maßnahmen zur Steigerung der Bodenfruchtbarkeit hat er im „Archiv für Acker- und Pflanzenbau und Bodenkunde“ veröffentlicht.
Sein wissenschaftliches Lebenswerk fand hohe Anerkennung. 1963 wurde Steinbrenner mit dem Nationalpreis III. Klasse, 1964 mit der Verdienstmedaille der DDR und 1983 mit dem Theodor Roemer-Preis der Akademie der Landwirtschaftswissenschaften der DDR ausgezeichnet.